# ВЕС Mörttjärnberget
ВЕС Mörttjärnberget — наземна вітрова електростанція у Швеції, знаходиться у північній частині країни в лені Ємтланд.
Майданчик для станції обрали поблизу міста Бреке у однойменній комуні. Тут у 2014 році встановили 24 вітрові турбіни німецької компанії Siemens типу SWT-2.3-113 з одиничною потужністю 2,3 МВт. Діаметр ротору турбіни становить 113 метрів.
Проєктний виробіток електроенергії на ВЕС Mörttjärnberget має становити 280 млн кВт·год. на рік.